# 腓特烈·斐迪南 (石勒苏益格-荷尔斯泰因-索恩德堡-格吕克斯堡公爵)
石勒苏益格-荷尔斯泰因-索恩德堡-格吕克斯堡公爵腓特烈·斐迪南（Herzog Friedrich Ferdinand von Schleswig-Holstein-Sonderburg-Glücksburg，1855年10月12日—1934年1月21日），是第四任也是最后一任石勒苏益格-荷尔斯泰因-索恩德堡-格吕克斯堡公爵，石勒苏益格-荷尔斯泰因-森訥堡-格吕克斯堡公爵腓特烈的长子，1885年至1931年在位。1931年他继承无子的石勒苏益格-荷尔斯泰因公爵阿尔伯特，成为第5任石勒苏益格-荷尔斯泰因公爵直至去世。

## 家庭
1885年，腓特烈·斐迪南與什勒斯維希-霍爾斯坦的卡羅琳·瑪蒂爾德結婚，兩人共有1子5女：
1. 維多利亞·阿德萊德（1885年—1970年）
2. 亞歷山德拉·維多利亞（1887年—1957年）
3. 海倫·阿德萊德（英语：Princess Helena Adelaide of Schleswig-Holstein-Sonderburg-Glücksburg）（1888年—1962年）
4. 阿德萊德·路易絲（英语：Princess Adelaide of Schleswig-Holstein-Sonderburg-Glücksburg）（1889年—1964年）
5. 腓特烈（1891年—1965年）
6. 卡羅琳·瑪蒂爾德（1894年—1972年）